# Morten Grønborg
Morten Grønborg (født 10. september 1975 i Odense) er en dansk journalist, som er grundlægger af og chefredaktør for det danskejede, internationale printmagasin SCENARIO Magazine, der udgives af tænketanken Instituttet for Fremtidsforskning.

## Eksternt link
Morten Grønborg Arkiveret 24. september 2019 hos  Wayback Machine på Instituttet for Fremtidsforskning